# Snowfall
Snowfall è una serie televisiva statunitense creata da John Singleton, Eric Amadio e Dave Andron. La serie ha debuttato su FX il 5 luglio 2017.
In Italia, le prime quattro stagioni sono state trasmesse su Fox dal 26 novembre 2017.

## Trama
Nell'estate del 1983, Los Angeles viene invasa dalla cosiddetta epidemia di crack che va a soppiantare il consumo di cannabis e cocaina, con un grande impatto sulle zone più disagiate della città. La serie segue le vicende di vari personaggi le cui vite si vanno ad incrociare: un giovane spacciatore afroamericano di nome Franklin, l'ex-wrestler messicano Gustavo "El Oso", l'agente operativo della CIA Teddy McDonald e la nipote di un boss messicano Lucia Villanueva che poi lascerà la serie dicendo che sia stata rapita da Ciro Saggiomo.

## Episodi
| Stagioni         | Episodi | Prima TV USA | Prima TV Italia |
| ---------------- | ------- | ------------ | --------------- |
| Prima stagione   | 10      | 2017         | 2017-2018       |
| Seconda stagione | 10      | 2018         | 2018            |
| Terza stagione   | 10      | 2019         | 2019            |
| Quarta stagione  | 10      | 2021         | 2021            |
| Quinta stagione  | 10      | 2022         | 2022            |
| Sesta stagione   | 10      | 2023         | inedita         |

## Personaggi e interpreti
- Franklin Saint, interpretato da Damson Idris.[4]
- Teddy McDonald, interpretato da Carter Hudson.
- Lucia Villanueva, interpretata da Emily Rios.
- Gustavo "El Oso" Zapata, interpretato da Sergio Peris-Mencheta.[5]
- Cissy Saint, interpretata da Michael Hyatt.
- Jerome Saint, interpretato da Amin Joseph.
- Aunt Louie, interpretata da Angela Lewis.
- Alejandro Usteves, interpretato da Juan Javier Cardenas.
- Leon Simmons, interpretato da Isaiah John.[6]
- Pedro Nava, interpretato da Filipe Valle Costa.
- Avi Drexler, interpretato da Alon Abutbul.
- Kevin Hamilton, interpretato da Malcolm Mays.

## Produzione
Inizialmente al progetto si era interessata Showtime nel 2014, ma passò successivamente a FX, che il 30 settembre 2016 ordinò la prima stagione, composta da 10 episodi.
Il 9 agosto 2017, la serie è stata rinnovata per una seconda stagione.
Il 19 settembre 2018, la serie è stata rinnovata per una terza stagione, che è stata presentata in anteprima il 10 luglio 2019 negli Stati Uniti d'America.
Nell'agosto 2019 viene rinnovata per una quarta stagione che originariamente doveva essere trasmessa nel 2020. Tuttavia, per problemi legati alla pandemia da COVID-19, le riprese furono rimandate e la messa in onda posticipata al 2021.

## Accoglienza
Su Rotten Tomatoes, la prima stagione ha un indice di gradimento dei critici del 62% con un voto medio di 6,1 su 10, basato su 49 recensioni, su Metacritic, invece ha una punteggio di 62 su 100, basato su 38 recensioni.

## Distribuzione
In Italia le prime quattro stagioni sono state trasmesse sul canale Fox, disponibile su Sky Italia, dal 26 novembre 2017.
A partire dalla quinta stagione, la serie è stata resa disponibile allo streaming anche da Disney+, all'interno della sezione Star.